# Инструменти за вађење зуба
Инструменти за вађење зуба су клешта и полуге, мада се понекад за вађење коренова користе и инструменти са другом основном наменом (сонде, инструменти за уклањање зубног каменца и сл).

### Клешта
Клешта представљају основни инструмент за вађење зуба. Направљена су од метала и састоје се од ручки, спојне осовине и радних кракова. Према намени и конструкцији она се деле на: клешта за екстракцију горњих зуба и клешта за екстракцију доњих зуба.

### Клешта за зубе у горњој вилици
Код клешта за предње зубе горње вилице радни краци се међусобно не додирују, а налазе се у истој линији са ручкама. Клешта код којих се радни кракови додирују су намењена за вађење коренова.
Радни део клешта за преткутњаке је благо савијен према зубу за која су клешта намењена, а врхови им се такође не додирују. За горње кутњаке постоје посебна клешта за леву и десну страну (због морфологије коренова). Она се одликују масивношћу и јаче повијеним радним делом. За умњак у горњој вилици постоје посебна клешта са полуоблим радним крацима, који су два пута повијени под правим углом.
Инструмент за вађење коренова у горњој вилици се назива бајонет клешта. Њихов радни део је такође повијен два пута, а краци су им танки и међусобно се додирују.

### Клешта за зубе у доњој вилици
Клешта намењена вађењу зуба у доњој вилици имају радни део који је постављен под правим углом у односу на ручке.
Разликују се клешта за једнокорене зубе (секутиће, очњак и преткутњаке), клешта за вађење коренова у доњој вилици (која се употребљавају и за секутиће малих димензија), клешта за кутњаке и тризмус и форцепс клешта намењена за вађење умњака. У зависности од морфологије, доњи умњак се може извадити и помоћу полуге, без употребе било каквих клешта.

### Полуге
Полуге или елеватори су инструменти који служе за кидање периодонталних влакана између десни и врата зуба, за вађење заломљених коренова и понекад за вађење читавих зуба (у случају импактираних, полуимпактираних или малпозиционираних зуба и доњих умњака). Израђене су такође од метала, а састоје се од ручке, врата (осовине) и радног дела (сечива). Слично клештима, подељене су на полуге за рад у горњој и полуге за рад у доњој вилици.
Радни део полуга за рад у горњој вилици се налази у продужетку врата и ручке, док је код полуга за рад у доњој вилици он савијен под правим углом у односу на врат и ручку полуге.
Према намени полуге се деле на:
- полуге за вађење читавих и зуба поломљених на гингивалној линији,
- полуге за вађење коренова,
- полуге за вађење коренова који се једном трећином налазе у меким деловима,
- полуге за подизање мукопериоста и
- полуге за вађење доњих умњака.

Према облику полуге се деле на:
- прави клинасти тип и
- угласти тип полуге (леви и десни).

Неке од познатијих врста полуга су: полуга по Бајну, Бертенова полуга, Шлемерове полуге, Траунерове полуге, Хајндбринкове полуге, Винтерове полуге, Бериове полуге, полуга „козја нога“, Леклузова полуга, апексоелеватори итд.